# Enicospilus monostigma
Enicospilus monostigma là một loài tò vò trong họ Ichneumonidae.